# Холи Риџ (Северна Каролина)
Холи Риџ (енгл. Holly Ridge) град је у америчкој савезној држави Северна Каролина.

## Демографија
По попису из 2010. године број становника је 1.268, што је 437 (52,6%) становника више него 2000. године.
| Група             | 2000.       | 2010.         |
| Белци             | 652 (78,5%) | 1.037 (81,8%) |
| Афроамериканци    | 121 (14,6%) | 108 (8,5%)    |
| Азијати           | 5 (0,6%)    | 13 (1,0%)     |
| Хиспаноамериканци | 32 (3,9%)   | 71 (5,6%)     |
| Укупно            | 831         | 1.268         |